# Саль, Бьярке
Бьярке Саль (урожд. Кристенсен; род. 9 апреля 1956, Копенгаген) — норвежский шахматист, международный мастер (1986).
В чемпионата Дании 1981 года поделил 1-2 место с Э. Мортенсеном, однако уступил последнему в дополнительном матче, став в итоге серебряным призёром.
В составе сборной Дании участник 28-й Олимпиады (1988) в Салоникaх.

## Изменения рейтинга
| Графики недоступны из-за технических проблем. См. информацию на Фабрикаторе и на mediawiki.org. |